# Список станций метрополитена Пальмы
Это список станций метрополитена города Пальма — системы линий метрополитена в Пальме (Балеарские острова, Испания).

## Линии и станции
- «Пласа-де-Эспанья» (кат. Plaça d’Espanya, исп. Plaza de España)

открыта 25 апреля 2007 года
- «Жасинт Вердагер» (кат. Jacint Verdaguer)

открыта 25 апреля 2007 года
- «Сон Фортеза — Сон Коста» (кат. Son Fortesa — Son Costa)

открыта 25 апреля 2007 года
- «Сон Фустер Велль» (кат. Son Fuster Vell)

открыта 25 апреля 2007 года
- «Гран Вия Азима» (кат. Gran Via Asima)

открыта 25 апреля 2007 года
- «Сон Кастельо» (кат. Son Castelló)

открыта 25 апреля 2007 года
- «Ками дельс Рейс» (кат. Camí dels Reis)

открыта 25 апреля 2007 года
- «Сон Сардина» (кат. Son Sardina)

открыта 25 апреля 2007 года
- «Университат де лес Ильес Балеарс» (кат. Universitat de les Illes Balears, исп. Universidad de las Islas Baleares)

открыта 25 апреля 2007 года